# Słowita
Słowita (ukr. Словіта) – wieś w rejonie lwowskim (wcześniej w rejonie złoczowskim) obwodu lwowskiego Ukrainy.

## Historia
W 1921 wieś liczyła 387 zagród i 1990 mieszkańców, w tym 1395 Ukraińców, 497 Polaków i 98 Żydów. W 1931 zagród było 423 a mieszkańców 2063.
II wojna światowa
Po ataku III Rzeszy na ZSRR we wsi Olszanica w pobliżu Słowity sowiecki snajper zabił dowódcę pułku Westland dywizji SS Wiking Standartenführera Hilmara Wäckerlego. Pomimo szybkiego ujęcia i zabicia snajpera, esesmani obarczyli Żydów winą za śmierć dowódcy. W Słowicie zabili 36 Żydów, następnie kontynuowali zbrodnie w Złoczowie (pogrom w Złoczowie).

## Architektura

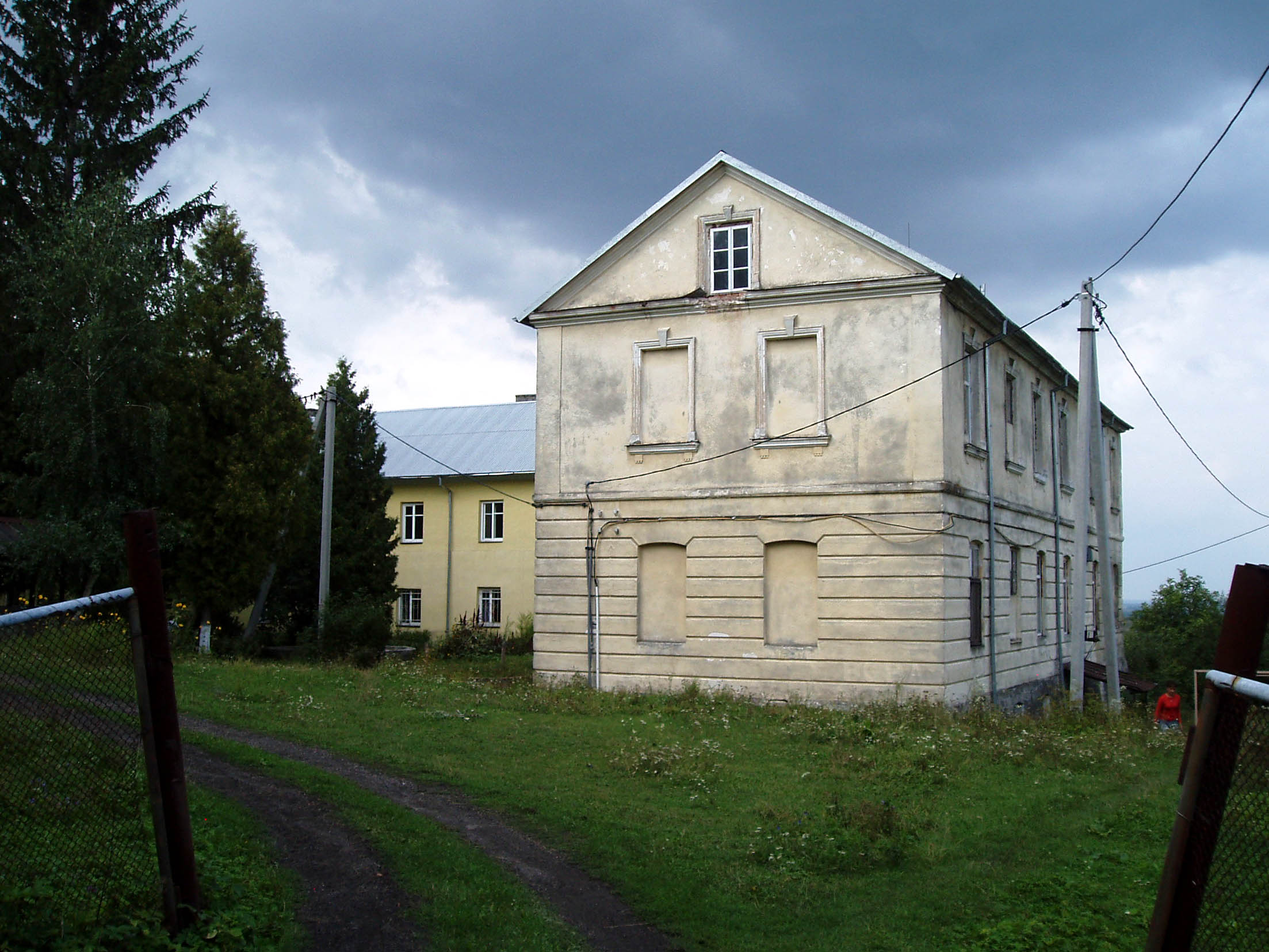
Zabudowania dawnego klasztoru bazylianek

- dwór wybudowany w pierwszej połowie XIX w. przez rodzinę Strzeleckich[5], zniszczony podczas II wojny światowej bądź zaraz po niej[6].
- klasztor żeński założony w XV w., początkowo prawosławny, następnie unicki (bazylianki), w 1616 roku odbudowany po najeździe tatarskim. Do dziś zachował się budynek klasztorny z 1843 roku, obecnie mieści się w nim sanatorium przeciwgruźlicze[6].
- dawny kościół rzymskokatolicki pw. Chrystusa Króla autorstwa Wawrzyńca Dayczaka z l. 1936-1938, po wojnie zamieniony na magazyn, obecnie w posiadaniu cerkwi prawosławnej, gruntownie przebudowany[6].